# Canabrava do Norte
Canabrava do Norte è un comune del Brasile nello Stato del Mato Grosso, parte della mesoregione del Nordeste Mato-Grossense e della microregione del Norte Araguaia.